# چارلز وودراف (کماندار)
چارلز وودراف (انگلیسی: Charles Woodruff; ۱۵ اوت ۱۸۴۶ – ۶ سپتامبر ۱۹۲۷) کماندار اهل ایالات متحده آمریکا بود.